# بلوطک شیخان
بلوطک شیخان، روستایی از توابع بخش مرکزی شهرستان ایذه که زادگاه مشایخ احمد روزبه در استان خوزستان ایران است.
جمعیت این روستا از چندین طایفه بختیاری تشکیل شده که بیشتر آنها طایفه سهید،گوروی، سادات ممبینی ، دهناشی، می باشند.

## جمعیت
این روستا در دهستان حومه‌غربی قرار دارد و براساس سرشماری مرکز آمار ایران در سال ۱۳۸۵، جمعیت آن ۱٬۳۱۵ نفر (۲۳۹خانوار) بوده‌است.